# Roque Blanco
Roque Blanco este o arie protejată (arie specială de conservare — SAC, sit de importanță comunitară — SCI) din Spania întinsă pe o suprafață de 29,8 ha, integral pe uscat.

## Localizare
Centrul sitului Roque Blanco este situat la coordonatele 28°09′58″N 17°14′44″W / 28.1661°N 17.2456°V.

## Înființare
Situl Roque Blanco a fost declarat sit de importanță comunitară în octombrie 1999 pentru a proteja un număr necunoscut de specii din flora spontană și fauna sălbatică aflate în arealul zonei. Situl a fost protejat și ca arie specială de conservare în ianuarie 2010.

## Biodiversitate
Situată în ecoregiunea , aria protejată conține 5 habitate naturale: Păduri de Olea și Ceratonia, Pante stâncoase silicioase cu vegetație casmofită, Pajiști macaroneziene cu vegetație endemică, Păduri endemice cu Juniperus spp., Păduri macaroneziene de dafin (Laurus, Ocotea).
La baza desemnării sitului se află un număr nedeclarat de specii protejate.